# Raydell Schuurman
Raydell Schuurman (Paramaribo, 6 december 1988) is een Surinaams voormalig voetballer die speelde als aanvaller.

## Carrière
Schuurman speelde van 2004 tot 2007 voor SV Transvaal en daarna tot 2010 voor SV Robinhood. Hij speelde daarna een seizoen voor SV Boskamp voordat hij terugkeerde naar Robinhood. Bij Robinhood won hij twee landstitels en twee bekers. Hij eindigde zijn carrière bij tweedeklasser SV Happy Boys.
Hij speelde in 2008 een interland voor Suriname waarin hij twee doelpunten scoorde.

## Erelijst
- SVB-Eerste Divisie: 2011/12, 2017/18
- Surinaamse voetbalbeker: 2015/16, 2017/18